# Birgit Brouër
Birgit Brouër (* 1962 in Niederwalgern) ist eine deutsche Bildungsforscherin.

## Leben
Nach dem 1. Staatsexamen 1988 für das Lehramt an Gymnasien in Göttingen (Biologie und Deutsch), dem 2. Staatsexamen 1991 für das Lehramt an Gymnasien in Hameln, der Promotion 1998 an der Universität Fribourg zum Dr. phil. und der Habilitation 2005 an der Fakultät Pädagogik, Philosophie und Psychologie der Universität Bamberg ist sie seit 2007 Professorin am Institut für Pädagogik der Christian-Albrechts-Universität zu Kiel; Lehrstuhl: Empirische Bildungsforschung in den Geisteswissenschaften.

## Schriften (Auswahl)
- Lernen aus der Sicht der Lernenden. Eine Untersuchung zum Einfluß des Basismodell-Unterrichts auf das Lernen von Schülerinnen und Schülern. Frankfurt am Main 1999, ISBN 3-631-34962-9.
- Selbstbeurteilung in selbstorganisationsoffenen Lernumgebungen. Entwicklung eines Modells der Selbstbeurteilung und evidenzbasierter Impulse für die Förderung der Selbstbeurteilung in der Praxis. Bad Heilbrunn 2014, ISBN 978-3-7815-1958-9.
- mit Andrea Burda-Zoyke, Jörg Kilian und Inger Petersen (Hg.): Vernetzung in der Lehrerinnen- und Lehrerbildung. Ansätze, Methoden und erste Befunde aus dem LeaP-Projekt an der Christian-Albrechts-Universität zu Kiel. Münster 2018, ISBN 978-3-8309-3803-3.
- mit Tobias Heinz, Margot Janzen und Jörg Kilian (Hg.): Formen der (Re-)Präsentation fachlichen Wissens. Ansätze und Methoden für die Lehrerinnen- und Lehrerbildung in den Fachdidaktiken und den Bildungswissenschaften. Münster 2020, ISBN 3-8309-4020-3.